# ملعب هولشتاين
ملعب هولشتاين هو ملعب يقع في مدينة كيل الساحلية في شمال ألمانيا. يعتبر الملعب الرئيسي لنادي هولشتاين كيل لكرة القدم، الذي يلعب حاليًا في ألمانيا الدوري الالماني الدرجة الثانية. 

## تجديد الملعب

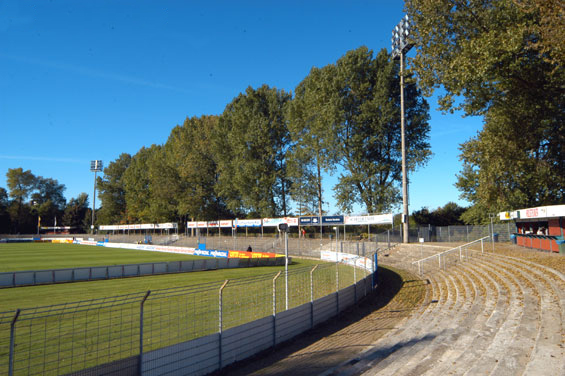
الملعب ابقديم

تضمنت التغييرات الأكثر أهمية إزالة المدرجات الخرسانية المتداعية التي كانت تطوق أرض الملعب سابقًا والتي كانت معرضة لخطر الانهيار وكونها غير آمنة للحشود ذات السعة الكبيرة. في مكانهم ، تم بناء مدرجين جديدين مغطيين. تم إنشاء كلا المدرجين على بعد 8 أمتار فقط من الملعب. تشمل التجديدات الإضافية مداخل منفصلة للاعبين والحكام والمسؤولين الآخرين، ومرافق دورات مياه محسنة، ومقطورة للشرطة في الموقع.
تبلغ سعة الملعب الجديد 10.200 متفرج ويمكن توسيعه إلى 15000 في حالة تقدم الفريق إلى الدرجة الأولى في البوندسليجا.